# 元寶山冷杉
元寶山冷杉（學名：Abies yuanbaoshanensis）是松科冷杉属的植物。為中國特有種，只分布在廣西，為國家一級保護植物。

## 形態
常綠喬木，高達25米，樹幹通直，胸徑60至80厘米，樹皮暗紅褐色，呈不規則塊狀開裂，小枝黃褐色或淡褐色。葉在小枝下面呈二列，長1至2.7厘米，寬1.8至2.5毫米、中脈凹下，下面有兩條粉白色氣孔帶。球果直立，短圓柱形，長8至9厘米，直徑4.5至5厘米，成熟時為淡褐黃色，種鱗扇狀四邊形，長約2厘米，寬2.2厘米。種子是倒三角狀，橢圓形，長約1厘米，淡黑褐色種翅倒為三角形，長為種子的一倍，寬9至11毫米。幼樹耐蔭蔽，成年後喜光照，耐寒冷。生長較慢，一般每隔3至4年結果一次，5月開花，10月果成熟。

## 分佈
元寶山冷杉僅分佈於廣西北部的元寶山，散生於山脊或山脊東側海拔1700至2050米。現存百餘株個體，天然更新不良，林中少見到幼樹。